# جاناف
جادرانسكي نافتوفود (جناف) هي شركة نقل النفط الخام في كرواتيا. تقوم بتشغيل نظام نقل النفط جاناف ، وهو جزء من خط أنابيب النفط ادريا .تدير جاناف محطة نفطية في ميناء رييكا في أوميشالي بجزيرة كرك. في عام 2010 ، نقلت محطة الشحن السائل في ميناء رييكا 6.4 مليون طن من النفط ، وهو ما يمثل انخفاضًا بنسبة 7٪ مقارنة بـ 6.9 مليون طن تم نقلها في عام 2009. في عام 2010 ، سجلت جاناف إيرادات سنوية بلغت 464.9 مليون كونا (62.8 مليون يورو) ، بانخفاض أقل من 1٪ عن عام 2009 ، وصافي ربح سنوي قدره 118.5 مليون كونا (16 مليون يورو) ، بزيادة 11٪ مقارنة بالعام السابق. ومع ذلك ، تشمل عمليات جاناف مرافق وخدمات أخرى إلى جانب امتياز محطة النفط في ميناء رييكا. جاناف هي شركة مساهمة مملوكة من قبل المعهد الكرواتي للتأمين التقاعدي (50.5٪) و شركة إينا (16٪) وجمهورية كرواتيا (14.5٪) ومساهمون آخرون يمتلكون أقل من 10٪ من الأسهم لكل منهم. رئيس مجلس إدارة شركة جاناف هو دراغان كوفاتشيفيتش. كان لدى جاناف 380 موظفًا يعملون في محطة أوميسلاج ومنشآت جاناف الأخرى في كرواتيا. تم إدراج حصة جاناف كجزء من كوروبيكس قبل مارس 2011.